# Kleinstadtbahnhof
Kleinstadtbahnhof (zweite Staffel: „Neues vom Kleinstadtbahnhof“) ist eine deutsche Familienserie, die vom 14. April 1972 bis zum 27. Juli 1973 im Vorabendprogramm der ARD lief. Sie handelt von dem Alltagsleben der Familie Henning, die in einer fiktiven Stadt in Schleswig-Holstein lebt.

## Handlung
Die Serie spielt in der Kleinstadt Lüttin. Gustav Henning und seine Frau Hanne betreiben dort eine Bahnhofsgaststätte. Gustav ist Koch und hat früher in Speisewagen der Bundesbahn gearbeitet. Die Hennings haben zwei erwachsene Kinder: Wolfgang, der sein Medizinstudium in Hamburg aufgibt, weil er kein Blut sehen kann und nach Lüttin zurückkehrt, sowie Uschi, die Kindergärtnerin ist und ein Kind erwartet.
In den einzelnen Folgen werden Geschehnisse erzählt, die häufig im Zusammenhang mit dem Bahnfahren stehen, wobei die Entwicklung der Familie Henning die kontinuierliche Rahmenhandlung bildet.

## Hintergrund
Das Drehbuch für die Serie schrieb Christa Stern. Regie führte Wolfgang Bellenbaum unter den Pseudonymen Hans-Joachim Wiedermann wie auch Jochen Wiedermann.
Drehorte für das fiktive „Lüttin“ waren die Stadt Plön und deren Bahnhof.
Die 25 Jahre später ebenfalls in Plön gedrehte Fernsehserie Die Schule am See spielt auch in „Lüttin“.

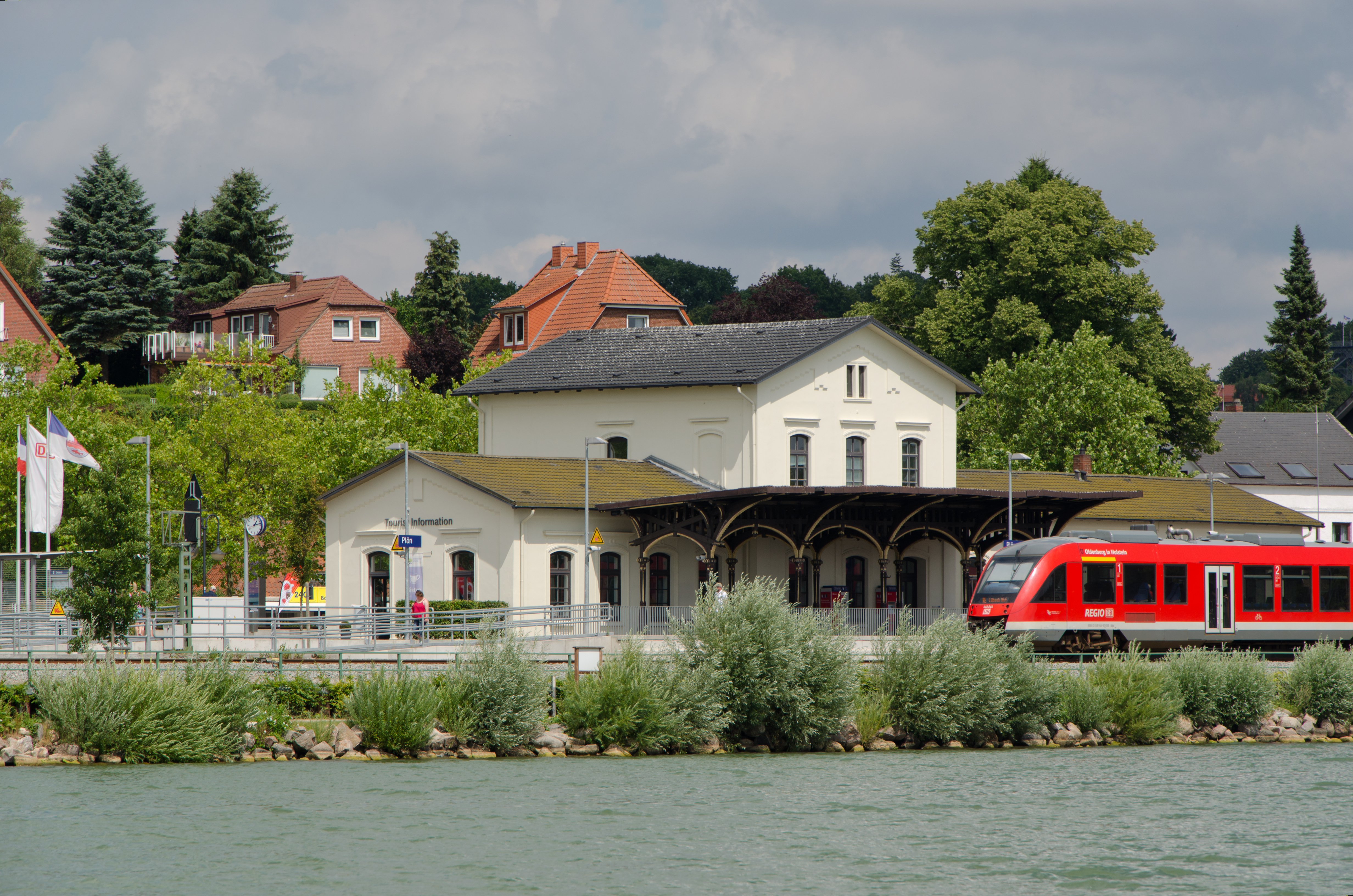
Hauptschauplatz der Handlung: Bahnhof in Lüttin/Plön

## Episoden
1. Staffel (mit Datum der Erstausstrahlung)
1. Der Hecht – 14. April 1972
2. Der Einstand – 21. April 1972
3. Der Haken – 28. April 1972
4. Kundendienst – 5. Mai 1972
5. Der Speisewagen – 12. Mai 1972
6. Nieten – 19. Mai 1972
7. Schlechte Manieren – 2. Juni 1972
8. Gastfreundschaft – 9. Juni 1972
9. Der Lügner – 16. Juni 1972
10. Die Notlandung – 23. Juni 1972
11. Der Zeitungsartikel – 30. Juni 1972
12. Schützenfest – 7. Juli 1972
13. Das Baby – 14. Juli 1972

2. Staffel (mit Datum der Erstausstrahlung)
1. Versetzt – 4. Mai 1973
2. Tankeschön – 11. Mai 1973
3. Das Reizwort – 18. Mai 1973
4. Mau-Mau – 25. Mai 1973
5. Die Einladung – 1. Juni 1973
6. Tierschutz – 8. Juni 1973
7. Kandidaten – 15. Juni 1973
8. Das Geheimnis – 22. Juni 1973
9. Elterntag – 29. Juni 1973
10. Das Suppenhuhn – 6. Juli 1973
11. Der Motorschaden – 13. Juli 1973
12. Die Sanierung – 20. Juli 1973
13. Die Heimkehr – 27. Juli 1973

## Veröffentlichungen auf DVD
- Kleinstadtbahnhof – Die komplette 1. Staffel. 2011.
- Neues vom Kleinstadtbahnhof – Die komplette 2. Staffel. 2011.